# 山陽女学園前駅
山陽女学園前駅（さんようじょがくえんまええき）は、広島県廿日市市佐方本町にある広島電鉄宮島線の駅である。駅番号はM30。

## 歴史
当駅は1950年（昭和25年）に新規に開業した駅である。開業時の駅名は山陽女学園駅（さんようじょがくえんえき）で、その名のとおり沿線には山陽女学園中等部・高等部がある。1963年（昭和38年）には中等部・高等部に加えて山陽女子短期大学が開校したため、駅名はそのころ山陽女子大前駅（さんようじょしだいまええき）へと改称された。山陽女学園前駅に改称したのは2019年（平成31年）、広島電鉄は改称の理由を「名称の由来となった学校名の変更のため」としている。他に「山陽」から始まる駅は全て山陽電気鉄道にある。

### 年表
- 1950年（昭和25年）11月24日：山陽女学園駅として開業[2]。
- 1963年（昭和38年）4月1日頃：山陽女子大前駅に改称[2]。
- 2019年（平成31年）4月1日：山陽女学園前駅に改称[5]。

## 駅構造
2面2線の地上駅。路線の起点から見て左側に広電宮島口駅方面へ向かう下りホーム、右側に広電西広島（己斐）駅方面へ向かう上りホームがある。
駅の広電宮島口方には踏切がある。

## 利用状況
「廿日市市統計書」または「移動等円滑化取組報告書（鉄道駅）」によると、近年の1日平均乗降人員は以下の通りである。
| 年度                | 1日平均 乗降人員 |
| ------------------- | ---------------- |
| 1994年（平成06年）  | 5,441            |
| 1995年（平成07年）  | 5,296            |
| 1996年（平成08年）  | 5,814            |
| 1997年（平成09年）  | 5,179            |
| 1998年（平成10年）  | 4,804            |
| 1999年（平成11年）  | 4,843            |
| 2000年（平成12年）  | 4,646            |
| 2001年（平成13年）  | 4,097            |
| 2002年（平成14年）  | 4,109            |
| 2003年（平成15年）  | 4,158            |
| 2004年（平成16年）  | 3,768            |
| 2005年（平成17年）  | 3,956            |
| 2006年（平成18年）  | 3,938            |
| 2007年（平成19年）  | 3,881            |
| 2008年（平成20年）  | 3,805            |
| 2009年（平成21年）  | 3,595            |
| 2010年（平成22年）  | 3,731            |
| 2011年（平成23年）  | 3,662            |
| 2012年（平成24年）  | 3,666            |
| 2013年（平成25年）  | 3,583            |
| 2014年（平成26年）  | 3,502            |
| 2015年（平成27年）  | 3,453            |
| 2016年（平成28年）  | 3,389            |
| 2017年（平成29年）  | 3,265            |
| 2018年（平成30年）  | 3,059            |
| 2019年（令和 元年） | 2,893            |
| 2020年（令和02年）  | 2,272            |
| 2021年（令和03年）  | 2,207            |
| 2022年（令和04年）  | 2,372            |

## 駅周辺
広島市との市境付近に位置しており、周辺は閑静な住宅街が広がる。南にしばらく行くと国道2号沿いに量販店などが並び、賑わいを見せる。
駅名に関連する山陽女子短期大学、および山陽女学園中等部・高等部は駅の北東に隣接する。
- 広島県立廿日市高等学校
- 広島歯科技工士専門学校
- 桂公園（桜尾城址）

## 隣の駅
広島電鉄
■宮島線
楽々園駅 (M29) - 山陽女学園前駅 (M30) - 広電廿日市駅 (M31)